# Helluomorphoides
Helluomorphoides là một chi bọ cánh cứng trong họ Carabidae

## Các loài
Có 23 loài được ghi nhận thuộc chi Helluomorphoides:
- Helluomorphoides balli Reichardt, 1974 (Mexico)
- Helluomorphoides brunneus (Putzeys, 1845) (Brazil)
- Helluomorphoides clairvillei (Dejean, 1831) (United States)
- Helluomorphoides diana Reichardt, 1974 (Peru)
- Helluomorphoides femoratus (Dejean, 1831) (Bolivia, Argentina, and Brazil)
- Helluomorphoides ferrugineus (LeConte, 1853) (United States and Mexico)
- Helluomorphoides gigantops Reichardt, 1974 (Brazil)
- Helluomorphoides glabratus (Bates, 1871) (Bolivia, Colombia, French Guiana, Peru, and Brazil)
- Helluomorphoides io Reichardt, 1974 (Brazil)
- Helluomorphoides juno Reichardt, 1974 (Brazil)
- Helluomorphoides latitarsis (Casey, 1913) (United States and Mexico)
- Helluomorphoides longicollis (Bates, 1883) (Guatemala)
- Helluomorphoides mexicanus (Chaudoir, 1872) (Mexico)
- Helluomorphoides nigerrimus (Klug, 1834) (Argentina and Brazil)
- Helluomorphoides nigripennis (Dejean, 1831) (United States)
- Helluomorphoides oculeus (Bates, 1871) (Brazil)
- Helluomorphoides papago (Casey, 1913) (United States and Mexico)
- Helluomorphoides praeustus (Dejean, 1825) (United States)
- Helluomorphoides ritae Reichardt, 1974 (Brazil)
- Helluomorphoides rubricollis (Schaum, 1863) (Argentina, Uruguay, and Brazil)
- Helluomorphoides squiresi (Chaudoir, 1872) (Bolivia and Brazil)
- Helluomorphoides texanus (LeConte, 1853) (United States and Mexico)
- Helluomorphoides unicolor (Brullé, 1838) (Bolivia, Ecuador, Peru, and Brazil)